# Giovanni di Varax
Giovanni di Varax (... – 1505 o 1507) è stato un abate e vescovo cattolico francese.

## Biografia
Giovanni di Varax fu nipote di Guglielmo di Varax. Referendario di entrambe le Segnature, in seguito divenne vescovo di Belley e venne nominato abate della Sacra di San Michele della Chiusa nel 1461, carica che mantenne fino alla morte. Ottenne da papa Innocenzo VIII il privilegio dell'uso del rocchetto cardinalizio per lui e i suoi successori. 
Sotto Giovanni di Varax, il capitolo della Sacra intraprese la ricostruzione della cattedrale.